# Pièges
Pièges is een Franse misdaadfilm uit 1939 onder regie van Robert Siodmak. De film werd destijds in Nederland uitgebracht onder de titel Valstrikken.

## Verhaal
Wanneer in Parijs elf jonge vrouwen spoorloos verdwijnen, zetten de autoriteiten Adrienne Charpentier in als lokaas. Zij is een vriendin van het laatste slachtoffer. Ze reageert op een advertentie voor kamermeisjes, waar ook de andere slachtoffers op hadden gereageerd.

## Rolverdeling
| Acteur             | Personage            |
| ------------------ | -------------------- |
| Erich von Stroheim | Pears                |
| Maurice Chevalier  | Robert Fleury        |
| Marie Déa          | Adrienne Charpentier |
| Pierre Renoir      | Brémontier           |
| André Brunot       | Ténier               |
| Milly Mathis       | Rose                 |
| Jean Temerson      | Batol                |
| Henry Bry          | Oglou Vacapoulos     |
| Jacques Varennes   | Maxime               |
| Madeleine Geoffroy | Valérie              |
| Mady Berry         | Sidonie              |